# Octarrhena montana
Octarrhena montana är en orkidéart som först beskrevs av Henry Nicholas Ridley, och fick sitt nu gällande namn av Rudolf Schlechter. Octarrhena montana ingår i släktet Octarrhena och familjen orkidéer. Inga underarter finns listade i Catalogue of Life.